# Hőszivattyú
A hőszivattyú olyan berendezés – kalorikus gép –, mely arra szolgál, hogy az alacsonyabb hőmérsékletű környezetből hőt vonjon ki és azt magasabb hőmérsékletű helyre szállítsa, és leadja az ottani környezetnek. Használatának célja a hőenergiával való gazdálkodás, melynek során hűtési energiát fűtésben (pl. melegvíz-készítésben) fel lehet használni, illetve környezeti hőt lehet hasznosítani. A hőszivattyú elvileg olyan hűtőgép, melynél nem a hideg oldalon elvont, hanem a meleg oldalon leadott hőt hasznosítják. Minden olyan fizikai elv alapján készülnek hőszivattyúk, melyeket a hűtőgépeknél is használnak. Leggyakoribbak a gőzkompressziós elven működő berendezések, de léteznek abszorpciós hőszivattyúk is. A hőszivattyúk fordított üzemmódban is működnek, ekkor a melegebb hely hűtésére is használhatók. A hőszivattyúk energiamérlegüket tekintve fordított üzemmódban működtetett hőerőgépnek, „erő-hő gépeknek” is felfoghatók.
A gőzkompressziós hőszivattyúkban alkalmasan választott hűtőfolyadék gőze áramlik zárt csővezetékben. A gőz a fűteni kívánt oldalon elhelyezett kondenzátorban lecsapódik, miközben hőjét a kondenzátor csőfalán keresztül átadja vagy a helyiség levegőjének, vagy a központi fűtés vizének. Ezután a cseppfolyós hűtőközeg fojtószelepen keresztül expandál, eközben hirtelen elpárolog és hőmérséklete lecsökken. A kisnyomású, hideg gőzt a hideg oldali hőcserélőben a külső környezet felmelegíti, majd a kompresszor összesűríti és visszajuttatja a kondenzátorba, és a folyamat megismétlődik. Megfelelően kialakított hőszivattyúban az áramlás iránya megfordítható, ekkor a berendezés fűtés helyett hűti a helyiséget. A legtöbb esetben a hőszivattyúk hőforrásul a külső levegőt, vagy a talajt, esetleg természetes vizeket (tenger, tó, folyó, talajvíz) használnak.

Gőzkompressziós hőszivattyú körfolyamatának vázlata: 1) kondenzátor, 2) fojtószelep, 3) elpárologtató, 4) kompresszor.

## Működése
A termodinamika második főtétele szerint a hő nem áramlik hidegebb helyről melegebbre spontán módon, külső munkát kell befektetni ahhoz, hogy ez a folyamat végbemenjen. A hőszivattyúk abban különböznek egymástól, hogy ezt a külső munkát milyen módon juttatják a rendszerbe, de alapvetően úgy fogható fel, hogy a hőszivattyúk fordított működésű hőerőgépek. A hőerőgépekben a meleg tartályból a hideg felé áramlik a hő, miközben a gép a hőenergia különbséget mechanikai munkává alakítja. Hasonlóképpen a hőszivattyú mechanikai munka bevitelét igényli ahhoz, hogy hőt áramoltasson hidegebbről melegebb helyre.
Mivel a hőszivattyú bizonyos mennyiségű munkát fektet be a hő szállításához, a hűtőközeg meleg oldalon mérhető energiája a befektetett mechanikai munkával nagyobb, mint a hideg oldalon mérhető. Ez hőerőgépnél fordítva igaz: a munkaközeg hőenergiája itt a hideg oldalon a termelt mechanikai munkával kisebb, mint a meleg oldalon.

Gőzkompressziós hűtőgép körfolyamata a hőmérséklet-entrópia diagramban.

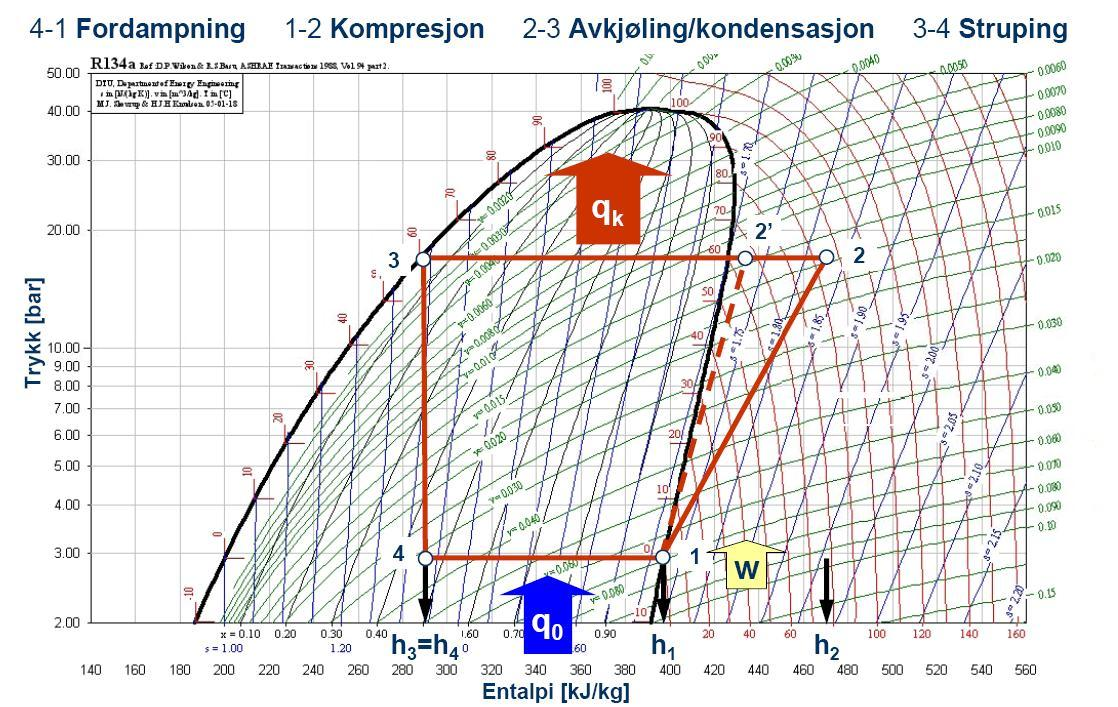
R134a hűtőközeggel üzemelő gőzkompressziós hőszivattyú körfolyamata a log(p)-i diagramban. 1-2 kompresszió, 2-3 hűtés-lecsapódás, 3-4 fojtás, 4-1 elpárolgás

A leggyakrabban használt hőszivattyú a szokás szerint hűtőközegnek nevezett munkaközeg elpárolgása és lecsapódása (lekondenzálódása) közben fellépő termodinamikai változásokat hasznosítja. A gőz állapotú munkaközeget egy kompresszor összesűríti és keringeti a rendszerben, ennek folyamán felmelegszik a munkaközeg, mely ezután egy kondenzátornak hívott hőcserélőben lehűl és lecsapódik. A kondenzátorban hőjét átadja a fűtendő helyiségnek, majd a folyékony halmazállapotú, mérsékelt hőmérsékletű csapadék nyomáscsökkentő berendezésen áramlik át, mely fojtószelep, kapilláris, esetleg hőhasznosító szerkezet, például turbina lehet. A nyomáscsökkentő berendezésen átáramló nagyrészt folyékony munkaközeg egy másik hőcserélőbe, az elpárologtatóba jut, ahol a hűtőközeg elpárolog, miközben hőt vesz fel a környezetből. Ezután a hűtőközeg visszajut a kompresszorba és a folyamat ismétlődik. Megjegyzendő, hogy a munkaközeget a hőszivattyúknál is általában hűtőközegnek nevezik, noha a helyesebb elnevezés inkább fűtőközeg lenne, de a szokás onnan származik, hogy a hűtőgépek és a hőszivattyúk munkaközege megegyezik, és a korábban csak hűtőgépekkel foglalkozó szakemberek kezdtek később hőszivattyúkkal is foglalkozni.
A termodinamikai körfolyamat jól követhető az entrópia-hőmérséklet (T-s) diagramban. A folyamat az 1 pontból indul, ahol a közeg a po nyomáson telített gőz állapotban van. Az 1-2 folyamat adiabatikus kompresszió, mely a kompresszorban játszódik le. Ideális esetben ennek az állapotváltozásnak a képe a diagramban függőleges egyenes (izentropikus kompresszió), valóságban azonban az állapotváltozás irreverzibilis, az entrópia mindig növekszik, ezért a görbe jobb felé kissé elhajlik. A 2-5 folyamatok a kondenzátorban zajlódnak le: a 2-3 folyamat a túlhevítési hő elvonása, a 3. pontban a gőz eléri a telítettségi állapotot a p nyomáson. A 3-4 folyamat során a hőmérséklet nem változik, egyre több gőz csapódik le, a 4. pontban folyadék állapot alakul ki. A 4-5 szakasz a kondenzátorban a folyékony hűtőközeg esetleges utóhűtése, majd az 5-6 folyamat a fojtásos állapotváltozás, ez hirtelen nyomásesést jelent, melynek végén a közeg po nyomásra expandál, a folyadék egy része (mintegy a fele) hirtelen elpárolog és a közeg nedves gőz állapotba kerül, ez a folyamat izentalpikus, vagyis a folyamat közben az entalpia nem változik. Végül a 6-1 folyamat során az elpárologtatóban hőt vesz fel a közeg a hűtendő térből állandó hőmérsékleten és nyomáson, miközben a gőz nedvességtartalma állandóan csökken. Ekkor a közeg a körfolyamat kiindulási pontjára, az 1. állapotba jut vissza és a folyamat kezdődik elölről. Természetesen a fent leírtak ideális közegre vonatkoznak, a valóságos folyamatok kismértékben eltérnek ettől.
Az ilyen rendszereknél alapvetően fontos, hogy a hűtőközeg elegendően magas hőmérsékletet érjen el a kompresszor után a kondenzátorban, mivel a termodinamika második főtétele értelmében csak melegebb helyről áramlik hő a hidegebb felé. Hasonlóképpen a folyadék kellően alacsony hőmérsékletre kell lehűljön a fojtásos expanzió után, mivel az elpárologtatóban sem áramlik hidegebb helyről a melegebb felé hő. Ezen kívül a nyomáskülönbségnek kellően nagynak kell lennie, hogy a közeg lecsapódjék a meleg oldalon és elpárologjon a kisnyomású részen a hideg oldalon. Minél nagyobb a hőmérséklet-különbség, annál nagyobb nyomáskülönbség szükséges és következésképpen annál nagyobb energia szükséges a közeg komprimálására. Ennél fogva minden hőszivattyúra igaz, hogy a fajlagos fűtőteljesítmény (egységnyi befektetett munka által átvitt hő) csökken a hőmérséklet-különbség növekedésével.
A különböző hőmérsékleti és nyomáskövetelményeknek megfelelően igen sokféle hűtőközeg áll rendelkezésre. A hűtőgépek, klímaberendezések és néhány fűtési rendszer is hasonló követelményeket támaszt a munkaközeggel szemben, így ezek a gépek hasonló technológiákra épülnek.
Az épületgépészetben alkalmazott hőszivattyúk általában gőzkompressziós elven működnek. Legtöbbször felszerelik egy olyan szeleppel és optimalizált hőcserélőkkel, melyek lehetővé teszik a hőáramlás megfordítását. A szelep átkapcsolásával a hűtőfolyadék áramlási iránya megfordítható, ilyenformán a hőszivattyú egyaránt képes fűteni és hűteni is az épületet. Hűvösebb éghajlaton a fűtés az alapállapot. A folyamat megfordíthatósága miatt a kondenzátor és elpárologtató működése időnként felcserélődik, ezért mindkettő olyan kialakítású, hogy mindkét üzemmódban betöltse funkcióját. Emiatt a fűtő-hűtő hőszivattyúk fajlagos fűtőteljesítménye mindig kicsit kisebb, mint a csak fűtésre vagy csak hűtésre tervezett hőszivattyúké.
Hőszivattyút használnak esetenként úszómedencék vizének előmelegítésére vagy háztartási melegvíz előállítására is.
Néhány esetekben egyetlen hőszivattyú képes ellátni a fűtési és melegvíz igényt is, azonban a két feladat eltérő követelményei miatt ez csak igen ritkán oldható meg.

### Hőszivattyú Európában
Míg Észak- és Nyugat Európában a hőszivattyúk használata elterjedt, Közép-Kelet Európában a statisztikák szerint egyelőre nincs jelentős hagyománya az alkalmazásuknak, bár az utóbbi években folyamatosan nőnek az eladási adatok, ami arra enged következtetni, hogy az emberek egyre jobban elismerik a hőszivattyúk létjogosultságát.
A 8 legtöbb hőszivattyúval rendelkező ország Svédország, Németország, Franciaország, Ausztria, Finnország, Hollandia, Dánia, Lengyelország.
A BSRIA nemzetközi tanácsadó cég adatai szerint 2011 és 2017 között Európában megduplázódtak a hőszivattyúegység-eladások. Bár a 8 legtöbb hőszivattyúval rendelkező ország alapvetően a víz forrású hőszivattyúkat részesíti előnyben, egyre dinamikusabban nő a levegő forrású rendszerek eladása is, így elképzelhető, hogy rövid időn belül ezek fognak dominálni. 
A hőszivattyúk használata azonban nem teljesen egyforma a vezető országokban, ugyanis más-más típust részesítenek előnyben. Például Finnországban, valamint Hollandiában a magasabb teljesítményű hőszivattyúk dominálnak, míg Svédországban inkább a kis teljesítményűek a jellemzőek.
A hőszivattyúk eladási aránya folyamatosan nő, köszönhetően annak a ténynek, hogy sok európai ország támogatja a használatukat. Franciaországban például adókedvezmény jár a hőszivattyú használatáért, Németországban pedig kedvezményes hitelkonstrukciókat dolgoztak ki a váltás finanszírozására, ami 5 év alatt 50 százalékos növekedést eredményezett a hőszivattyúk eladásában. A szakértők hasonló növekedésre számítanak a jövőben is. A fellendülés más országokban, így például Svájcban, Csehországban és Lengyelországban is jelentős, Szlovéniában pedig szintén a telepítéshez nyújtott támogatás hozott sikert.

### Hőszivattyúk Magyarországon
Magyarországon napjainkban még mindig a fa és a földgáz az első számú fűtőanyag, emellett azonban az emberek egyre szélesebb körben ismerik a hőszivattyúkban rejlő lehetőségeket. Ennek megfelelően a hőszivattyúk eladása dinamikusan növekszik hazánkban, de még mindig nem igazán számottevő. Évente körülbelül 1200-1500 hőszivattyút adnak el , ez pedig elmarad a környező országok eredményétől. Gázkészülékből ennek a sokszorosát értékesítik minden évben a fűtési szezon előtt.
A váltás leginkább az anyagi oldal miatt nehézkes, ugyanis a meglévő fűtésrendszer lecserélése hőszivattyúra beruházást igényel. Ez, bár egyszeri, nem olcsó, ami sokakat visszatart, még akkor is, ha szimpatikusak számukra a hőszivattyúk.
A külföldi pozitív példákat látva Magyarországon is támogatják a hőszivattyúk telepítését. 2017-ben az Otthon Melege Program 2017 pályázat keretein belül komoly támogatást lehet szerezni fűtéskorszerűsítésre, így a hőszivattyús rendszerek kiépítésére is. A pályázat révén 24-25 százalékos támogatást lehet elnyerni a hőszivattyúk beszerzéséhez, vagyis a költségek mintegy negyede finanszírozható belőle.

## Munkaközegek
A hőszivattyúk és hűtőgépek munkaközegei általában megegyeznek. Az 1990-es évekig a hűtőközeg legtöbbször haloalkánokat alkalmaztak, ilyen például az R-12 (Diklór-difluor-metán), mely egyike a DuPont cég közös Freon fantázianevű vegyületeinek. Ezek gyártását 1995-ben betiltották, mivel egyik okozója volt a földi atmoszféra ózonrétege bomlasztásának. Az egyik széleskörűen használt helyettesítő hűtőközeg a tetrafluor-etán (HFC), más néven R-134a (1,1,1,2-tetrafluor-etán). Az R-134a nem annyira hatékony, mint az R-12, több energiát igényelnek azok a hőszivattyúk, amelyekben alkalmazzák, de környezetkimélőbbek. Esetenként más hűtőközegeket, például a folyékony ammóniát és a kevésbé korrozív, de gyúlékony propánt vagy butánt is alkalmaznak.
2001-től növekvő mértékben használják a szén-dioxidot, más néven R-744-et. Lakóépületeknél és kereskedelmi alkalmazásoknál az R-22 (HCFC) még gyakran előfordul, a HFC nem rombolja az ózonréteget, ezért egyre gyakrabban használják. Fordított Stirling-ciklus alapján működő rendszerek hidrogént, héliumot vagy levegőt használnak. Az újabb hőszivattyúkban R600A (izobután) hűtőközeg kering, ami szintén környezetbarát anyag.

## Hatékonyság

Hőszivattyú elméleti fajlagos fűtőteljesítménye.
t= a kondenzátor hőmérséklete,
t_{0}= a környezet hőmérséklete.

A hőszivattyúk hatékonyságát a fajlagos fűtőteljesítménnyel jellemzik. Az {\displaystyle {\boldsymbol {\varepsilon }}\,} fajlagos fűtőteljesítmény vagy közérthetőbb nevén jóságfok (angolul Coefficient of Performance, COP vagy CoP) az egységnyi hasznosított hőenergia leadására felhasznált külső munka nagysága, dimenzió nélküli mennyiség:
{\displaystyle {\boldsymbol {\varepsilon }}_{F}={\frac {Q_{F}}{W}}={\frac {Q_{F}}{Q_{F}-Q_{0}}}},
ahol
{\displaystyle Q_{F}\,} a felső hőmérsékletszinten leadott hőmennyiség,
{\displaystyle W\,} a működtetéshez szükséges befektetett mechanikai munka
{\displaystyle Q_{0}\,} a hőforrásból (környezetből) hő formájában felvett belső energia.
A fajlagos fűtőteljesítmény elméleti értéke a T-s diagram indexeivel jelölt entalpia értékekkel:
{\displaystyle {\boldsymbol {\varepsilon }}_{F0}={\frac {i_{2}-i_{5}}{i_{2}-i_{1}}}}
Ha az idealizált fordított üzemű Carnot-gépet használnánk hőszivattyúként, az adott hőmérsékleti határok között elméletileg elérhető legnagyobb fajlagos fűtőteljesítményt kapnánk:
{\displaystyle {\boldsymbol {\varepsilon }}_{F0}={\frac {T_{1}}{T_{1}-T_{0}}}={\frac {1}{\eta _{Carnot}}}},
ahol
{\displaystyle T_{1}\,} az ideális gáz meleg oldali abszolút hőmérséklete [K],
{\displaystyle T_{0}\,} az ideális gáz hideg oldali abszolút hőmérséklete [K],
{\displaystyle \eta _{Carnot}\,} pedig a Carnot-ciklusú hőerőgép hatásfoka.
Ezt az értéket a gyári tesztpadokon pillanatnyilag mérhető teljesítményektől (hőlépcsőtől függően EN 255 vagy EN 14511 szabványnak megfelelően) ki lehet terjeszteni szezonális vagy éves energiafogyasztásokra is. Ha ennek alapjául a COP-értékhez hasonlóan az elfogyasztott elektromos energiát (munkát) vesszük, akkor szezonális munkaaránynak (angolul SPF, németül JAZ) nevezzük. Ha figyelembe vesszük az áramtermelés erőművi átalakítási és szállítási veszteségeit is, akkor szezonális primerenergia-tényezőnek (SPFprim) nevezzük. A kettő között EU-szerte jellemző arányossági tényező a 2,5 (a 2013/114/EU határozat szerint 40%-os átlagos erőművi hatásfok esetén). Ez azt jelenti, hogy a jóságfoknak legalább el kell érnie a 2,5 értéket, hogy a kapott fűtési energia nagyobb legyen, mint az erőműben befektetett primerenergia.
Épület fűtésére szolgáló külső levegő hőjét hasznosító hőszivattyú fajlagos fűtőteljesítménye enyhe időben 3-4 körüli értéket mutat, elektromos fűtésre ugyanez az érték 1,0. Ez körülbelül megfelel a fűtésszezon átlagos munkaarányának is, vagyis 1 joule elektromos energiát használó ellenállásfűtés (villanyradiátor, hősugárzó, hőtárolós kályha stb.) 1 joule hőt termel, míg 1 joule elektromos energiát felhasználó hőszivattyú 3-4 joule hőt termel.
A fajlagos fűtőteljesítmény erősen függ a levegőből nyert hő esetén a külső hőmérséklettől. Igen hideg külső hőmérséklet esetén több munkát kell befektetni az eredményes fűtéshez, mint enyhe időben. A levegő hőjét hasznosító hőszivattyúk ezért kisegítő hagyományos fűtést is igényelnek, mert nagy hideg esetén gazdaságosabb azt alkalmazni. Geotermikus hőszivattyúknál ez nem áll fenn, mert a talaj, talajvíz hőmérséklete gyakorlatilag állandó az egész év folyamán.
A diagramból az is látható, hogy a fajlagos fűtőteljesítmény annál jobb, minél kisebb a meleg oldali hőmérséklet. Ez azt mutatja, hogy hatékonyabban lehet a hőszivattyút padlófűtésre és falfűtésre használni, mint hagyományos radiátorokra, melyeknél a kisebb fűtőfelület miatt magasabb hőmérsékletre van szükség ugyanannyi hő leadására.
Fontos tudatosítani, hogy a fajlagos fűtőteljesítmény nem elsősorban a hőszivattyú konstrukciójától függ, hanem az üzemi körülményektől. Ugyanannak a hőszivattyúnak más-más hőmérsékleti viszonyok mellett más a fajlagos fűtőteljesítménye. A fűtés gazdaságosságát ezért a fajlagos fűtőteljesítményből nem lehet megítélni

## Hőforrások
- Talajkollektoros rendszer esetében több száz méter hosszú speciális kemény PVC köpennyel ellátott rézcsöveket, vagy polietilén csöveket fektetnek le 1-2 méter mélyen. Hátránya, hogy nagy felületen (a fűtött alapterület 1,5-3-szorosán) kell megbontani a telket a csövek lefektetésekor, ezért leginkább új építésű házak esetén jöhet szóba.

Segítségével négyzetméterenként 20-30 wattnyi energiát nyerhetünk. Ennek nagysága függ a talaj hővezetésétől, nedvességtartalmától, és az esetleges talajvíztől.
- Talajszondás rendszer esetén kb. 15 cm átmérőjű, 50–200 méter hosszú lyukat fúrnak a földbe leginkább függőlegesen. Ebbe helyezik az U alakú szondát, amiben zárt rendszerben cirkulál a hűtőközeg. 200 méteres mélység esetén kb. 17 °C-os a talaj.

Lehet két- vagy háromkörös rendszer, attól függően, hogy a szondában közvetlenül a hűtőközeg áramlik, vagy fagyálló folyadék adja át közvetetten hőjét a hűtőközegnek. A szondák speciális esete az energiakaró: több szondát egymás mellé helyezve nyáron eltárolják a hőenergiát a földben, amit télen hasznosítanak. Különösen nyári hűtési igény esetén, ill. ipari méretekben gazdaságos.
Nagyságrendekkel mélyebb szondák esetén (1000-2000 méter) már nem a talajrétegekben eltárolt napenergia kerül közvetetten hasznosításra, hanem elsősorban a geotermikus energia. A Föld középpontjában lejátszódó reakciók hője a felszín felé áramlik, ezért minél mélyebb a fúrt kút, annál nagyobb a kúttalp körüli réteg hőmérséklete. Ez a hőmérséklet a geotermikus gradienstől függ. (egy kilométerrel mélyebben mennyivel melegebb a földkéreg) Ez hazánkban 60 K/km körüli érték, szemben a 30 K/km-es európai átlaggal.
- Masszív abszorber (beton építmény) föld alatti vagy föld feletti beton- vagy téglafalban betonlemezben műanyag csőkígyót helyeznek el. Külön e célra épített szoborszerű elemek, vagy támfalak, homlokzati betonfelületek is felhasználhatóak.

A működés elve hasonló a talajkollektorokhoz: A beton jól vezeti a hőt, tömege alkalmas a hő tárolására. Segít a levegő, talaj, esővíz hőjének átvételében, a napsugárzást közvetlen is hasznosíthatja.
- Talajvíz. A talajvíz-kútból búvárszivattyúval nyert víz hőjének elvonása után a vizet vagy egy másik kútba, vagy felszíni vízbe (patak, tó, folyó) vezetik, vagy elszivárogtatják földbe fektetett dréncsöveken át. Nagyobb, EHPA[8] díjazású példa Újszilvás község négy intézménye – a polgármesteri hivatal, a helyi közösségi ház, az óvoda és az általános iskola – fűtésének ellátása egy talajvizes rendszerrel.[9]

A talajvíz állandó hőmérséklete (7–12 °C) és jó hővezető-képessége révén ideális hőforrás.
További speciális alkalmazás, amikor hőforrásként egy tó szolgál. Ebbe helyezik el körkörösen a kollektorként szolgáló csöveket.
- Levegő (levegőkazán). A külső levegőt ventilátor(ok) szívják be és a hőszivattyú hűti le azt. Előnye, hogy bármilyen talajszerkezet és telekadottság esetén telepíthető, hátránya viszont a külső levegőtől való függés, aminek a hőmérséklete nem állandó. Ezért a rendszer hatékonysága és hőteljesítménye előnytelenül változó. További problémát jelenthet a ventilátor(ok) által keltett zaj.

Felhasználásra kerülhet még a ház pincéjének levegője is.
Központi szellőztető rendszerrel ellátott, légmentesen szigetelt ház esetén a kifújásra kerülő elhasznált levegő is használható hőforrásként, vagy a befúvásra kerülő levegőt melegítve, vagy a fűtési rendszerre (melegvíz-készítésre) rásegítve. (Ennél egyszerűbb megoldás a hőcserélők alkalmazása, ahol a kifújt meleg és a beszívott hideg levegő egy nagy felületű berendezésen át adja át a hőt, anélkül, hogy keveredne.)
- Hulladékhő. Számításba jöhet hőforrásként a szennyvíz, az elhasznált termálvíz, hűtendő elektromos berendezések és ipari eszközök. Szennyvíz hőjének a hasznosítására magyarországi példa a szekszárdi húskombinát, ahol a 22 °C-os szennyvíz a hőforrás; elfolyó termálvíz felhasználására pedig a harkányi gyógyfürdő, melynek 32-35 °C-os elfolyó vizét használják fel két egyenként 1100 kW-os hőszivattyúval. Például a MOM Park fűtési igényét is szennyvíz hőtartalmát hasznosító hőszivattyúval elégítik ki. Elektromos berendezések hűtésére telefonközpontokat lehet mondani (Budapesten kettő, Győrben egy ilyen telefonközpont üzemel a Telekomnál). Szervertermek hője is hasznosítható ilyen célból, melyre példa az UNITEF irodaház szimultán hűtő-fűtő hőszivattyús rendszere.[10]

- Szezonális tároló. A nyári évszakban a hűtésből származó hőt a talajnak adják át, a tárolás magában az erre kialakított jelentős térfogatú rétegben történik, majd télen a fűtési üzemben ebből a rétegből, tárolóból veszik a hőt. Viszonylag low-tech szezonális tároló alacsony talajvízmozgás esetén a talajszonda is. Erre példa Vecsésen a CBA áruház, ahol a 2 db 160 kW-os hőszivattyú számára nem hőforrás, hanem puffertároló a parkoló alá lefúrt 30 db 100 méter mély szonda. Hőforrás a hűtőházak, a hűtőládák és a nyári klimatizálás hulladékhője. A nyári meleget „elteszik télire”.

Az egyik első nagyméretű kivitelezett kombinált (hűtő-fűtő) hőszivattyú a zürichi városháza számára készült. Itt hőforrásul a Limmat folyó vizét használták.